# 筆友
筆友是一種藉著書信往來而發展出來的友誼關係，英文為 Pen Pals 或 Pen Friends。在網路興起之前，藉筆書寫信件往來的交友方式較為流行。
書信在某些方面比時下的電子郵件甚至即時通訊軟件要好，由于受到郵差遞送，需要往返的時日，不能像即时通讯软件那样即时交谈的限制，所以写书信时尽量把要写的内容写在纸上，书信往往写得比较长，等著收信的心情是很特別，是一种情怀，一种盼望，展讀書信、看著受心情牽動的朋友亲笔写的字跡、和隨著時日而泛黃的信封與信紙，常會帶來另一番趣味。今日仍有機構在推廣以筆會友的交友方式。在網路上也有人開始使用筆友一詞來代表網友中的一種，在歐美國家尤其流行。

## 心聲
“…多了一份等待的歡欣和意外的驚喜，讓您體會到書信的彌足珍貴，那感受跟網路交友、線上聊天方式截然不同…”（摘自「國際筆友會」）

## 參看
- 網路友誼